# 생명의 기적
《생명의 기적》은 대한민국의 SBS에서 방송되었던 다큐멘터리 프로그램이다. 뮤지컬 배우 최정원의 수중분만을 방송하였으며, 당시에 높은 시청률을 기록하며 좋은 반응을 얻었다.

## 출연진
- 최정원

## 부제
- 1부 탄생의 혁명이 시작되다
- 2부 두려움 없는 탄생
- 3부 태아로부터의 메시지

## 시청률
- 2000년 방영 당시 평균 시청률은 30.8%를 기록했는데[1], 다큐멘터리 프로그램으로서는 드물게 높은 시청률을 기록한 것이다.

## 수상 경력
- 제27회 한국방송대상 작품상 대상
- 2000 방송위원회 올해의 좋은 프로그램 대상